# Ferruccio Fazio
Ferruccio Fazio (ur. 7 sierpnia 1944 w Garessio) – włoski lekarz, wykładowca akademicki, polityk, od 2009 do 2011 minister zdrowia.

## Życiorys
W 1968 uzyskał dyplom z zakresu medycyny i chirurgii na Uniwersytecie w Pizie. Specjalizował się później z medycyny nuklearnej i chorób układu oddechowego. Karierę zawodową rozpoczynał na początku lat 70. jako badacz w laboratorium fizjologii klinicznej w Pizie. W latach 1973–1977 był adiunktem na macierzystym uniwersytecie, następne trzy lata spędził w jednym z instytutów medycznych przy University of London. W 1980 i w 1987 obejmował stanowiska profesorskie na wydziale lekarskim Università degli Studi di Milano-Bicocca.
W maju 2008 z rekomendacji Ludu Wolności został podsekretarzem stanu w Ministerstwie Pracy i Polityki Społecznej w czwartym gabinetu Silvia Berlusconiego. W maju 2009 podniesiono go do rangi wiceministra, a w grudniu tego samego roku został mianowany w skład rządu, stając na czele ponownie wydzielonego Ministerstwa Zdrowia. Funkcję tę pełnił do listopada 2011.